# Xanthium spinosum
Xanthium spinosum, comúnmente conocido como cepa caballo,tepalla, cachurrera menor, arrancamoños o agarramoños del género Xanthium es una especie de planta herbácea perteneciente a la familia de las asteráceas.

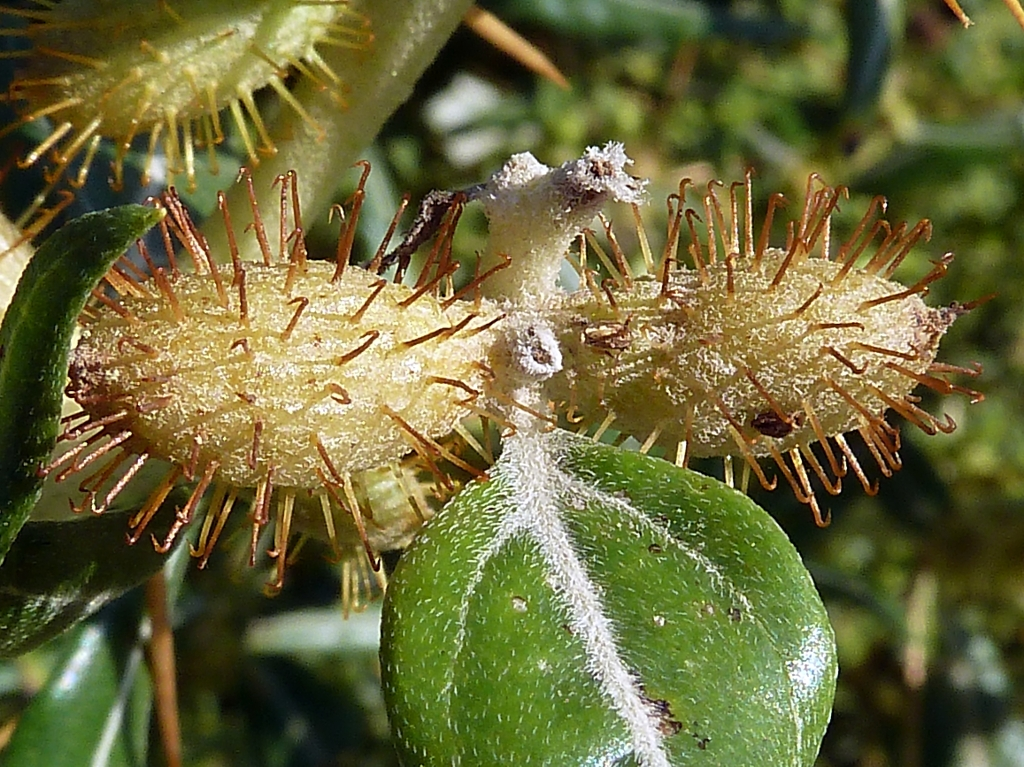
Disemínulos involucrales ganchudos inmaduros in situ; contienen 2 cipselas.

## Distribución
Es originaria de América, probablemente del  Cono Sur (Bolivia, Chile, Argentina)

## Taxonomía
Xanthium spinosum fue descrita por Carlos Linneo y publicado en Species Plantarum, 2: 987, en el año 1753.
Nombres comunes
- Castellano: abrojos, aburejo, agarramoños, amores, arrancamoños, aulagas, azotacristos, cachurera menor, cachurrera, cachurrera menor, cadillo, cadillo menor, cadillos, cadillos fuertes, cadillos menudos, caillos, caparrillas, caramaula, cardillos, cardo, cardo acupuntural, cardo de la Virgen, cardo de la jara, cardo de tres puntas, cardo garbancero, cardo sacatrapos, cardo sereniz, carruchera menor, caíllo, cepacaballo, cepacaballos de Portugal, florabia, floravia, garbanzos del cura, mancaperros, monilla, pegotes, picos, piojos de señorita, rascamoños, repegote.[4] En Quito se llama cazamarucha.[1]

Sinonimia
- Acanthoxanthium spinosum (L.) Fourr.
- Acanthoxanthium spinosum subsp. catharticum (Kunth) D.Löve
- Xanthium catharticum Kunth
- Xanthium spinosum var. heterocephalum Widder
- Xanthium spinosum var. inerme Bel[5]

## Importancia económica y cultural
De la planta se puede utilizar la raíz, tallos, hojas y semillas.
Se dice que es diurética para los hombres, siendo útil en el tratamiento de la próstata. Se dice también que "no debe ser tomada por las mujeres". Es utilizada popularmente para malestar de hígado y vesícula y como colagogo.